# 泉企
泉 企（泉仚、せん き、生年不詳 - 537年）は、北魏から西魏にかけての官僚・軍人。字は思道。本貫は上庸郡豊陽県。

## 経歴
北魏の建節将軍・宜陽郡太守の泉安志の子として生まれた。9歳のとき父を失い、喪が明けると、丹水伯の爵位を嗣いだ。12歳のとき、郷里の皇平・陳合ら300人あまりが洛州を訪れ、泉企を県令とするよう請願した。洛州が朝廷に報告すると、宣武帝は請願を容れて泉企を豊陽県令に任じた。まもなく母が死去したため、泉企は辞職して喪に服した。豊陽県の父老は泉企の復職を求めて請願し、またこれも許された。泉企は豊陽県令に戻り、討寇将軍の号を加えられた。
525年（孝昌元年）、仮節・龍驤将軍・洛州別将の任を加えられた。まもなく上洛郡太守に任じられた。527年（孝昌3年）、蕭宝寅が関中で反乱を起こし、その部下の郭子恢が潼関を襲撃すると、泉企は郷兵3000人を率いてこれを撃退した。功績により征虜将軍の号を受けた。また蕭宝寅が兵1万人を青泥に派遣して、巴人を扇動し、上洛郡を奪取しようと図った。上洛郡の豪族の泉氏・杜氏の二姓がこれに呼応した。泉企は洛州刺史の董紹とともにひそかに兵を進めて襲撃をかけると、二姓は敗走し、蕭宝寅の軍もまた撃退した。泉企は左将軍・析州刺史に転じ、涇陽県伯の別封を受けた。
528年（永安元年）、南朝梁の曹義宗・王玄真らが北魏の荊州に進攻してくると、泉企は持節・都督を加えられ、兵を率いて荊州の救援に向かった。王玄真と順陽で遭遇して、これを撃破した。撫軍将軍・使持節となり、仮の鎮南将軍・東雍州刺史に任じられ、爵位を侯に進めた。泉企の統治下に楊羊皮という者がいて、太保の楊椿の従弟にあたっており、楊椿の権勢をたのんで、民衆の財産を侵害していた。太守や長官たちも権臣との対立を恐れて、あえて楊羊皮を告発しようとはしなかった。しかし泉企は楊羊皮を収監し、処刑しようとした。楊椿の一族も外聞を恥じて、朝廷に慈悲を請うばかりであった。泉企は東雍州に在任すること5年、清廉倹約の統治で知られた。蜀の張国雋が仲間を集めて州県を横行すると、泉企はこれを捕らえて処刑した。孝武帝の初年、車騎将軍・左光禄大夫の位を加えられた。
孝武帝は高歓の専横を憎んで、関中への遷都を計画し、泉企に山南の事務を委ねようと、都督洛州諸軍事・洛州刺史に任じた。ほどなく孝武帝は洛陽を脱出して、長安へと向かった。高歓が兵を率いて潼関に入ると、泉企は子の泉元礼に5000人を与えて、北方の大谷に進出させて高歓の軍を阻ませたため、高歓はあえて進軍しようとしなかった。上洛郡の泉岳やその弟の泉猛略および拒陽県の杜窋らは、洛州を占拠して高歓に呼応する計画を立てた。泉企がこれを察知すると、泉岳と泉猛略らを殺して、その首級を長安に送った。杜窋は逃亡して東魏に入った。泉企は前後の勲功により車騎大将軍・儀同三司の位を受けた。535年（大統元年）、西魏が建国されると、泉企は開府儀同三司の位を加えられ、尚書右僕射を兼ね、爵位は上洛郡公に進んだ。
537年（大統3年）、東魏の高昂が兵を率いて洛州の州城（上洛城）を包囲した。十数日の抵抗の後、上洛は陥落し、泉企は東魏軍に捕らえられた。鄴に連行され、まもなく死去した。

## 子女
- 泉元礼
- 泉仲遵

## 伝記資料
- 『周書』巻44 列伝第36
- 『北史』巻66 列伝第54